# Cairo Open 1978
Il Cairo Open 1978 è stato un torneo di tennis giocato sulla terra rossa. È stata l'11ª edizione del torneo che fa parte del Colgate-Palmolive Grand Prix 1978. Si è giocato a Il Cairo in Egitto dal 12 al 18 marzo 1978.

## Campioni

### Singolare maschile
José Higueras ha battuto in finale  Kjell Johansson con il punteggio di 4–6, 6–4, 6–4

### Doppio maschile
Ismail El Shafei /  Brian Fairlie hanno battuto in finale  Lito Álvarez /  George Hardie con il punteggio di 6–3, 7–5, 6–2